# Dircenna chiriquensis
Dircenna chiriquensis är en fjärilsart som beskrevs av Richard Haensch 1909. Dircenna chiriquensis ingår i släktet Dircenna och familjen praktfjärilar. Inga underarter finns listade i Catalogue of Life.